# V(D)J 유전자 재조합
V(D)J 재조합(영어: V(D)J recombination)은 T 및 B 세포 성숙의 초기 단계 동안 림프구 발생에서만 발생하는 유전자 재조합의 독특한 메커니즘이다. 그것은 체세포 재조합을 포함하고, 각각 B 세포 및 T 세포에서 발견되는 항체 / 면역 글로불린 및 T 세포 수용체 (TCR)의 매우 다양한 레퍼토리를 초래한다. 이 과정은 적응 면역 시스템의 특징이다.
V(D)J 재조합은 1차 림프 기관(B 세포에 대한 골수 및 T 세포에 대한 흉선)에서 발생하고 거의 임의의 방식으로 변수(V), 결합(J), 및 경우에 따라 다양성(D) 유전자 세그먼트. 이 과정은 궁극적으로 면역 글로불린 및 TCR의 항원 결합 영역에 새로운 아미노산 서열을 초래하여 박테리아, 바이러스, 기생충 및 벌레를 포함한 거의 모든 병원체뿐만 아니라 "변경된 자기 세포"에서 항원을 인식할 수 있게 한다. 인식은 또한 자연적으로 알레르기가 있거나(예: 꽃가루 또는 다른 알레르기 원인에 대한) 숙주 조직과 일치하여 자가 면역을 유발할 수 있다.
1987년 도네가와 스스무는 항체 다양성의 발생에 대한 유전적 원리를 발견하여 노벨 생리의학상을 수상했다.

## 같이 보기
- 적응 면역